# Падането на Троя (филм)
„Падането на Троя“ (на италиански: La caduta di Troia) е италиански късометражен игрален ням филм от 1911 г., режисиран от Джовани Пастроне и Луиджи Романо Борнето. Това е първата позната адаптация на Омировата „Илиада“.